# هارالد والین
هارالد والین (انگلیسی: Harald Wallin؛ ۲۷ فوریه ۱۸۸۷ – ۱۶ ژوئن ۱۹۴۶) قایقران قایق بادبانی اهل سوئد بود.